# Grand-Fort-Philippe
Grand-Fort-Philippe település Franciaországban, Nord megyében. Lakosainak száma 4901 fő (2022. január 1.). Grand-Fort-Philippe Oye-Plage és Gravelines községekkel határos.

## Népesség
A település népességének változása:
| Lakosok száma | 5266 | 5142 | 5130 | 5048 | 5121 | 5130 | 5054 | 4977 | 4901 |
|               | 2013 | 2015 | 2016 | 2017 | 2018 | 2019 | 2020 | 2021 | 2022 |